# Hasdrúbal
Hasdrúbal (llatí: Hasdrubal) o Asdrúbal (en grec antic: Ἀσδρούβας, Asdrubas) és un nom de fonts d'origen cartaginès. Prové de la llatinització del púnic 𐤏𐤆𐤓𐤁𐤏𐤋 (‘zrb‘l), que significa 'Baal és ajuda', en referència a la deïtat feniciopúnica Baal. Fou un nom comú en la civilització cartaginesa, i en el món grecoromà fou molt conegut gràcies a diversos generals de la Segona Guerra Púnica, principalment Hasdrúbal Barca.
Modernament, a partir del Renaixement, el nom ha tengut certa difusió a l'Europa occidental, i és usat en la hispanofonia i la italofonia.

## Personatges

### Cartaginesos
Els següents personatges de la història de Cartago portaren el nom d'Hasdrúbal:
- Hasdrúbal (1), fill de Magó, general del segle v aC
- Hasdrúbal (2), fill de l'anterior, general del segle iv aC
- Hasdrúbal (3), general a la Guerra de Sicília (segle iv aC
- Hasdrúbal (4), fill d'Hannó, general a la Primera Guerra Púnica, derrotat a Adis (255 aC) i a Panorm (251 aC)
- Hasdrúbal (5), gendre d'Hamílcar Barca, general entre la Primera i la Segona Guerra Púnica (241-218 aC)
- Hasdrúbal (6), membre del senat cartaginès que, quan el 218 aC els ambaixadors romans exposaren als cartaginesos les seves peticions, s'hi oposà fermament i cridà a la guerra
- Hasdrúbal Barca (7), general a la Segona Guerra Púnica, derrotat a Bècula (208 aC) i al Metaure (207 aC)
- Hasdrúbal (8), general a la Segona Guerra Púnica, segon d'Hanníbal Barca a la batalla de Cannes (216 aC)
- Hasdrúbal el Calb (9), comandant de l'expedició a Sardenya durant la Segona Guerra Púnica (215 aC)
- Hasdrúbal (10), fill de Giscó, general a la Segona Guerra Púnica, vencedor a Ilorca (211 aC) i derrotat a Ilipa (206 aC) i al Bàgrades (203 aC)
- Hasdrúbal el Navarc (11), almirall cap al final de la Segona Guerra Púnica (203 aC)
- Hasdrúbal el Cabrit (12), ambaixador després de la batalla de Zama (202 aC) per negociar la pau amb els romans
- Hasdrúbal el Boetarca (13), general a la Tercera Guerra Púnica
- Hasdrúbal (14), net de Massinissa, general a la Tercera Guerra Púnica
- Hasdrúbal de Gades (15), va rebre la ciutadania romana de Pompeu el 81 aC
- Hasdrúbal Clitòmac, filòsof cartaginès, deixeble de Carnèades i posteriorment escolarca de l'Acadèmia

### Moderns
- Asdrubale de' Medici (segle xvi), noble italià
- Asdrubale Mattei (1556 - 1638), noble i col·leccionista italià
- Asdrúbal Fontes (1922 - 2006), pilot de curses automobilístiques uruguaià
- Asdrúbal Baptista (1947 - 2020), polític veneçolà
- Asdrúbal Aguiar (1949), polític veneçolà